# دهستان جوانمردی
دهستان جوانمردی، یکی از دهستان‌های بخش مرکزی شهرستان خانمیرزا در استان چهارمحال و بختیاری ایران است. مرکز این دهستان، روستای جوانمردی است.

## جمعیت
بر پایه سرشماری عمومی نفوس و مسکن در سال ۱۳۹۵، جمعیت دهستان جوانمردی برابر با ٬۷۷۵ نفر بوده‌است.